# ديفيد بنتلي (لاعب كرة قدم)
ديفيد بنتلي (بالإنجليزية: David Bentley)‏ هو لاعب كرة قدم بريطاني في مركز الوسط، ولد في 30 مايو 1950 في Edwinstowe ‏ في المملكة المتحدة. لعب مع نادي روذرهام يونايتد.